# Субовичи
Субовичи (на руски: Субовичи) е махала (на руски: деревня) в Смолевичкото селско поселение (вид община от множество малки населени места) в Клинцовски район на Брянска област в Русия.
Стари имена на махалата са Субочевичи, Суботовичи.

## География
Намира се в западната част на Брянска област на 13 km северно по права линия от административния център на Клинцовския район – град Клинци – и на 8 km северно от административния център на селското поселение (общината) – село Смолевичи. През махалата минава рекичката Звен.

## История
Махалата се споменава под името Субочевичи още в началото на XVI век в Литовската метрика на Полксо-Литовската държава. Тогава тя е принадлежала на шляхтича Черновски.
След възтанието на Богдан Хмелницки и отцепването на казаците от Полско-Литовската държава и основаването на Казашкото хетманство през 1649 г., махалата става рангово владение на заемащия длъжността полковник на Стародубския полк – в хронологичен ред – Пьотр Иванович Рославец (1667–1673 г.), Тимофей Алексеевич Жоравко (1673-1678 г.), Григорий Карпович Коровка-Волский (1678–1680 г.), Семион Иванович Самойлович (1680–1685 г.), Яков Иванович Самуйлович (1685–1687 г.), Тимофей Алексеевич Жоравко (1687–1688 г.), Михаил Андреевич Миклашевски (1689–1705 г.). Същевременно, част от управата се осъществявала от Стародубския магистрат (кмет). Каква част от властта се възприемала от стародубския полковник, и каква от стародубския кмет е неясно.
С универсал (указ) на хетман Иван Скоропадски от 1711 г., махалата, заедно със село Кулаги, е дадена като лично наследствено феодално владение (не служебно/рангово) на Иван Даровски. След смъртта му, махалата се наследява от сина му Иван, а след него – от дъщерите му Евдокия, Анна, Анастасия.
По-късно, махалата е върната като рангово владение на заемащия длъжността Стародубски полковник, като по него време това е бил Андрей Михайлович Миклашевски (10.11.1729 г. – октомври 1730 г.).
През XVIII век махала Субовичи е част от Новоместската сотня (подразделение) на Стародубския полк. През 1859 г. тук (тогава в Суражски район на Черниговска губерния) са преброени 45 двора (домакинства), а през 1892 г. – 90 двора (домакинства).

## Население
Броят на населението: 297 души (1859 г.), 521 души (1892 г.), 152 души (97 % руснаци) през 2002 г., 81 души през 2010 г.